# Nîjankovîci
Nîjankovîci (în ucraineană Нижанковичі) este o așezare de tip urban din raionul Starîi Sambir, regiunea Liov, Ucraina. În afara localității principale, nu cuprinde și alte sate.

## Demografie
Componența lingvistică a așezării de tip urban Nîjankovîci
     Ucraineană (98,62%)
     Alte limbi (0,64%)
Conform recensământului din 2001, majoritatea populației așezării de tip urban Nîjankovîci era vorbitoare de ucraineană (98,62%), existând în minoritate și vorbitori de alte limbi.